# Кордабад (Марказі)
Кордабад (перс. كرداباد) — село в Ірані, у дегестані Тальх-Аб, у бахші Хенеджін, шагрестані Фараган остану Марказі. За даними перепису 2006 року, його населення становило 13 осіб, що проживали у складі 6 сімей.

## Клімат
Середня річна температура становить 10,02 °C, середня максимальна – 28,57 °C, а середня мінімальна – -11,46 °C. Середня річна кількість опадів – 242 мм.
| Клімат поселення                              | Клімат поселення | Клімат поселення | Клімат поселення | Клімат поселення | Клімат поселення | Клімат поселення | Клімат поселення | Клімат поселення | Клімат поселення | Клімат поселення | Клімат поселення | Клімат поселення | Клімат поселення |
| Показник                                      | Січ.             | Лют.             | Бер.             | Квіт.            | Трав.            | Черв.            | Лип.             | Серп.            | Вер.             | Жовт.            | Лист.            | Груд.            |                  |
| Середній максимум, °C                         | 3,88             | 5,74             | 9,33             | 16,26            | 21,43            | 27,00            | 28,57            | 28,32            | 23,74            | 17,45            | 10,98            | 5,41             |                  |
| Середня температура, °C                       | −3,79            | −1,92            | 1,66             | 8,60             | 13,76            | 19,33            | 23,24            | 23,01            | 18,42            | 12,12            | 5,66             | 0,09             |                  |
| Середній мінімум, °C                          | −11,46           | −9,6             | −6               | 0,94             | 6,08             | 11,66            | 17,92            | 17,69            | 13,11            | 6,80             | 0,34             | −5,22            |                  |
| Норма опадів, мм                              | 32               | 33               | 46               | 36               | 32               | 5                | 1                | 1                | 0                | 8                | 19               | 29               |                  |
| Середньомісячна швидкість вітру, м/с          | 1.12             | 2.16             | 2.76             | 2.81             | 2.38             | 2.19             | 2.14             | 2.08             | 2.01             | 1.87             | 1.67             | 1.25             |                  |
| Середньомісячна сонячна радіація, кДж/м²·день | 9236             | 12105            | 14712            | 18206            | 22204            | 26823            | 26084            | 23971            | 20845            | 15390            | 10987            | 8931             |                  |
| --------------------------------------------- | ---------------- | ---------------- | ---------------- | ---------------- | ---------------- | ---------------- | ---------------- | ---------------- | ---------------- | ---------------- | ---------------- | ---------------- | ---------------- |
| Джерело:                                      |                  |                  |                  |                  |                  |                  |                  |                  |                  |                  |                  |                  |                  |